# Chris Collins
Chris Collins es un cantante y guitarrista estadounidense conocido como el verdaderamente primer vocalista de la banda de metal progresivo Dream Theater, quien sería más adelante reemplazado por Charlie Dominici. Collins fue escogido después escuchar un demo tape en el que él era parte de una banda homenaje a Queensrÿche; la banda quedó impresionada con su capacidad de alcanzar notas muy altas en grabaciones de estudio. Después de unirse a Dream Theater, o como eran conocidos en ese entonces Majesty; Collins grabó seis pistas con la banda que se volvieron los famosos "Majesty Demos" los cuales fueron hechos circular por la misma banda a través de cintas lanzadas al público en sus espectáculos.
Collins fue despedido de Majesty debido a su pobre alcance y mediocres presentaciones en vivo, su contribución más notable en los primeros años de la banda fueron las letras que escribió para las canciones "Afterlife"  y "Cry For Freedom", sin embargo, ninguna de las dos canciones fue grabada con sus letras, y el siguiente vocalista de Dream Theater, Charlie Dominici, reescribió las letras de "Afterlife".
Collins no se desvaneció en la oscuridad después de eso, convirtiéndose en solista en 2010, y fuera miembro de la banda death metal Oblivion Knight.